# Nova Esparta
Nova Esparta (Nueva Esparta, em espanhol)  é um dos estados da Venezuela. Seu nome (em português Nova Esparta) vem da resistência da população durante a Guerra da Independência. É um arquipélago composto por três ilhas: a Ilha de Margarita, a Ilha de Coche e a Ilha de Cubagua, na Região Insular da Venezuela, sendo o seu único estado insular. Sua capital é La Asunción e sua cidade mais populosa é Porlamar.
Localizado na região insular do nordeste do país, ele é cercado pelo mar Caribe em todos os pontos cardeais. Com 1150 km², é o estado mais pequeno do país, com 490.500 habitantes. Em 2011, foi o sexto menos populoso - à frente de Apure, Vargas, Cojedes, Delta Amacuro e Amazonas, o menos populoso - e, com 480 hab/km², o segundo mais densamente povoado, atrás de Carabobo.
Está formado por três ilhas: Margarita, Coche e Cubagua. A capital é La Asunción. Outras cidades são Pampatar, Porlamar e Juan Griego.

## Toponímia
O estado foi designado com o nome de Nueva Esparta a partir de 12 de maio de 1817, com o objetivo de homenagear o heroismo dos habitantes da Ilha de Margarita durante a guerra de independência da Venezuela, qualificado como heroismo espartano, em alusão à coragem dos cidadãos da capital da porção de Laconia (Esparta), na península do Peloponeso, na antiga Grécia.

## História
O estado foi constituído no século XX depois de ser, durante muitos anos, uma cidade fortificada especialmente preparada para a guerra.

## Municípios
1. Antolín del Campo (Plaza Paraguachi)
2. Arismendi (La Asunción)
3. Díaz (San Juan Bautista)
4. García (El Valle del Espíritu Santo)
5. Gómez (Santa Ana)
6. Maneiro (Pampatar)
7. Marcano (Juan Griego)
8. Mariño (Porlamar)
9. Península de Macanao (Boca del Río)
10. Tubores (Punta de Piedras)
11. Villalba (San Pedro de Coche)

## Divicao Político-Territorial
O Estado de Nova Esparta consta de 11 municípios e 23 paróquias
Fontes:
| Ilha de Margarita Ilha de Cubagua Ilha de Coche Península de Macanao Boca de Río Mar do Caribe Tubores Punta de Piedras Villalba San Pedro Díaz San Juan Bautista García El Valle Mariño Porlamar Maneiro Pampatar Arismendi LA ASUNCIÓN Marcano Juan Griego Santa Ana Gómez Santa Ana Gómez Paraguachí Antolín \| Municipio \| Capital \| Superficie \| População (hab) \| Densidade (hab/km²) \| \| ---------------------- \| ----------------------------- \| ---------- \| --------------- \| ------------------- \| \| Antolín del Campo \| Plaza Paraguachi \| 72 km² \| 21.890 \| 305,30 \| \| Arismendi \| La Asunción \| 52 km² \| 23.616 \| 454,15 \| \| Díaz \| San Juan Bautista (Venezuela) \| 166 km² \| 39.491 \| 238,04 \| \| García \| El Valle del Espíritu Santo \| 85 km² \| 49.967 \| 587,16 \| \| Gómez \| Santa Ana \| 96 km² \| 33.436 \| 349,38 \| \| Maneiro \| Pampatar \| 35 km² \| 35.901 \| 1.028,68 \| \| Marcano \| Juan Griego \| 40 km² \| 31.959 \| 796,98 \| \| Mariño \| Porlamar \| 39 km² \| 85.942 \| 2.203,64 \| \| Península de Macanao1) \| Boca de Río \| 331 km² \| 5.205 \| 69,26 \| \| Tubores2) \| Punta de Piedras \| 180 km² \| 30.062 \| 167,10 \| \| Villalba \| San Pedro de Coche \| 55 km² \| 80.238 \| 218,33 \| \| Nueva Esparta \| La Asunción \| 1.150 km² \| 387.175 \| 336,67 \| |                               |            |                 |                     |
| Municipio | Capital                       | Superficie | População (hab) | Densidade (hab/km²) |
| Antolín del Campo | Plaza Paraguachi              | 72 km²     | 21.890          | 305,30              |
| Arismendi | La Asunción                   | 52 km²     | 23.616          | 454,15              |
| Díaz | San Juan Bautista (Venezuela) | 166 km²    | 39.491          | 238,04              |
| García | El Valle del Espíritu Santo   | 85 km²     | 49.967          | 587,16              |
| Gómez | Santa Ana                     | 96 km²     | 33.436          | 349,38              |
| Maneiro | Pampatar                      | 35 km²     | 35.901          | 1.028,68            |
| Marcano | Juan Griego                   | 40 km²     | 31.959          | 796,98              |
| Mariño | Porlamar                      | 39 km²     | 85.942          | 2.203,64            |
| Península de Macanao1) | Boca de Río                   | 331 km²    | 5.205           | 69,26               |
| Tubores2) | Punta de Piedras              | 180 km²    | 30.062          | 167,10              |
| Villalba | San Pedro de Coche            | 55 km²     | 80.238          | 218,33              |
| Nueva Esparta | La Asunción                   | 1.150 km²  | 387.175         | 336,67              |

## Ligações
- «Página de informação sobre Nueva Esparta»